# ファビアン・カサス
ファビアン・カサス（Fabián Casas）は1965年、ブエノスアイレスに生まれ、アルゼンチンの作家、詩人、ナレーター、小説家、エッセイスト、哲学者、ジャーナリスト。
1998年にアイオワ大学の国際創作プログラムに参加。小説に、Ocio、Los Lemmings、詩集に、Bueno, eso es todo、Oda、El spleen de Boedoなどがある。カサスの詩集は英語、ドイツ語、フランス語、アルメニア語、イタリア語に訳されている。
2007年にアンナ・ゼーガース賞を受賞した。

### オンライン・テキスト
- 素晴らしき四人：The Argentina Independent（2013年3月26日）の日本語訳